# 鄭珇
鄭珇，又名郑珥，字孟文，福建福州府福清县人，明朝政治人物、進士出身。
洪武十七年，福建甲子乡试中舉。洪武十八年，登乙丑科會試中進士，授监察御史。